# البروبان (صفحة البيانات)
توفر هذه الصفحة بيانات كيميائية تكميلية عن مادة البروبان (Propane).

## البنية والخصائص
| البنية والخصائص      | البنية والخصائص                |
| -------------------- | ------------------------------ |
| ثابت العزل           | (سائل) 1.6 ε0 عند 0 درجة مئوية |
| القابلية المغناطيسية | -40                            |

## الخصائص الديناميكية الحرارية
| سلوك الطور                                           | سلوك الطور                                               |
| ---------------------------------------------------- | -------------------------------------------------------- |
| النقطة الثلاثية                                      | 85.47 كلفن (−187.68 درجة مئوية)، 0.0001 باسكال           |
| النقطة الحرجة                                        | 369.522 كلفن (96.672 درجة مئوية)، 42.4924 بار            |
| التغير القياسي في حرارة الانصهار، ΔfusHo             | 79.96 J/g                                                |
| التغير القياسي في إنتروبيا الانصهار، ΔfusSo          | ? J/(mol·K)                                              |
| التغير القياسي في المحتوى الحراري للتبخر، ΔvapHo     | 24.545 kJ/mol                                            |
| التغير القياسي في الإنتروبيا للتبخر، ΔvapSo          | ? J/(mol·K)                                              |
| خصائص المواد الصلبة                                  |                                                          |
| التغير القياسي في المحتوى الحراري للتكوين، ΔfHosolid | −103.85 كيلوجول/مول                                      |
| الإنتروبيا المولية القياسية، Soصلب                   | ? J/(mol K)                                              |
| السعة الحرارية، cp                                   | ? J/(mol K)                                              |
| خصائص السائل                                         |                                                          |
| التغير القياسي في المحتوى الحراري للتكوين، ΔfHoسائل  | −118.910 كيلوجول/مول                                     |
| الإنتروبيا المولية القياسية، Soسائل                  | 171.0 J/(mol K)                                          |
| السعة الحرارية، cp                                   | 98.36 J/(mol K)                                          |
| خصائص الغاز                                          |                                                          |
| التغير القياسي في المحتوى الحراري للتكوين، ΔfHoغاز   | −104.7 كيلوجول/مول                                       |
| الإنتروبيا المولية القياسية، Soالغاز                 | 269.91 J/(mol K)                                         |
| حرارة الاحتراق، ΔcHo                                 | −2220.0 kJ/mol                                           |
| السعة الحرارية، cp                                   | 73.60 J/(mol K)                                          |
| ثوابت فان دير فالس                                   | أ = 877.88 لتر2 كيلو باسكال/مول2 ب = 0.08445 لتر لكل مول |

## كثافة السائل والغاز
يعتمد البروبان بشكل كبير على درجة الحرارة. تظهر كثافة المادة السائلة والغازية في الصورة التالية..

## ضغط بخار السائل
| P بالملم زئبق                | P بالملم زئبق                | 1      | 10     | 40    | 100   | 400   | 760   | 1520  | 3800 | 7600 | 15200 | 30400 | 45600 |
| درجة الحرارة بالدرجة المئوية | درجة الحرارة بالدرجة المئوية | -128.9 | -108.5 | -92.4 | -79.6 | -55.6 | -42.1 | -25.6 | 1.4  | 25.6 | 58.1  | 94.8  | —     |

تم الحصول على بيانات الجدول من: CRC Handbook of Chemistry and Physics 44th ed.

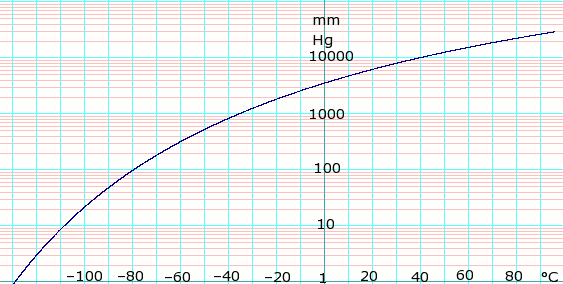
سجل ضغط بخار البروبان. يستخدم الصيغة: من كتاب Lange's Handbook of Chemistry، الطبعة العاشرة.

## البيانات الطيفية
| الأشعة فوق البنفسجية والمرئية          | الأشعة فوق البنفسجية والمرئية |
| -------------------------------------- | ----------------------------- |
| λالحد الأقصى                           | ؟ ن م                         |
| معامل الانقراض، ε                      | ؟                             |
| الأشعة تحت الحمراء                     |                               |
| نطاقات الامتصاص الرئيسية               | ؟ سم−1                        |
| الرنين النووي المغناطيسي               |                               |
| الرنين النووي المغناطيسي للبروتون      |                               |
| الرنين النووي المغناطيسي للكربون-13    |                               |
| بيانات الرنين المغناطيسي النووي الأخرى |                               |
| مطيافية الكتلة                         |                               |
| كتل من </br> الأجزاء الرئيسية          |                               |

## بيانات سلامة المواد
لا يسبب البروبان أي آثار صحية بخلاف خطر الإصابة بقضمة الصقيع أو الاختناق. تتوفر صحيفة بيانات سلامة المواد العامة للرابطة الوطنية لغاز البروبان على الإنترنت هنا. (صدرت سنة 1996)
- ورقة بيانات سلامة المواد من شركة Suburban Propane, LP بتاريخ 5/2013 في قاعدة بيانات SDSdata.org